# Отношения Испании и Республики Конго
Отношения Республики Конго и Испании — двусторонние дипломатические отношения между Республикой Конго и Испанией. Оба государства являются членами Организации Объединённых Наций. Республика Конго не имеет посольства в Испании, но у нее есть полноправный посол по делам с Испанией в Париже и почетное консульство в Мадриде. Испания имеет посольство-нерезидента в Киншасе, Демократическая Республика Конго в статусе уполномоченного по делам Республики Конго.

## История
Отношения между двумя государствами были официально оформлены 7 декабря 1972 г. Отличительными чертами дипломатических отношений между Республикой Конго и Испанией является их малоинтеинсивность. После визита министра иностранных дел Фернандеса Ордоньеса в 1989 году в Республику Конго больше не было визитов представителей Испании на высоком уровне. Со стороны Республики Конго, в 2008 году министр иностранных дел Конго Икуэбе посетил Мадрид с визитом. Президент Республики Конго, Дени Сассу-Нгессо, посетил Испанию в конце 2019 года в рамках COP-25 в Мадриде, это стало первым визитом в истории международных отношений двух стран на высшем уровне.

## Экономические связи
Структура испанского экспорта в Республику Конго сильно диверсифицирована. В то же время, Республика Конго для экспорта в Испанию поставляет два основных вида товаров: сырую нефть и медь. В 2013 году прекратится импорт Испанией больших объемов нефти, что отражается в снижении импорта по сравнению с 2012 годом. С другой стороны, в 2013 и 2014 годах, конголезские поставки в Испанию происходили в основном за счет покупки меди, на долю которой в 2014 году пришлось 93 % всего импорта Испании из Республики Конго. В 2015 году испанский импорт значительно увеличился за счет закупок сырой нефти, достигнув объема в 210 млн евро.
В целом наблюдается растущий интерес испанских компаний к конголезскому рынку, в связи с его сильным ростом (6,8 % ВВП в 2014 г.).
Согласно данным министра торговли Испании, прямых испанских инвестиций в Республику Конго или Республику Конго в Испании не было.